# Pájer Alma Virág
Pájer Alma Virág (Budapest, 1991. január 19. –) magyar színésznő, bábszínésznő.

## Életpályája
Szentendrén nőtt fel. 2012–2017 között a Színház- és Filmművészeti Egyetem hallgatója volt, bábszínész szakirányon. 2017-től a Budapest Bábszínház tagja.

## Fontosabb színházi szerepei
- Gimesi Dóra – Nagy Orsolya: Mackóélet/Mackóálom (Szereplő) – 2015/2016
- Arthur Miller: Istenítélet (Salemi Boszorkányok) (Mercy Lewis) – 2015/2016
- L. Frank Baum: Óz, A Csodák Csodája (Bábos, Dorothy) – 2015/2016
- Békés Pál: Össztánc (Szereplő) – 2015/2016
- Barta Lajos: Szerelem (Szereplő) – 2014/2015
- Johann Nepomuk Nestroy: A Talizmán (Szereplő) – 2014/2015
- Gimesi Dóra: Szemenszedett Mese (Szereplő) – 2014/2015
- E. T. A. Hoffmann: A Homokember (Szereplő) – 2014/2015

## Filmes és televíziós szerepei
- Halj már meg! (2016)
- Apatigris (2023)

## Díjai, elismerései
- Havas-B. Kiss-díj (2018)[4]